# ライオネル・マッケンジー
ライオネル・ウィルフレッド・マッケンジー (英: Lionel Wilfred McKenzie、1919年1月19日 - 2010年10月12日)は、アメリカ合衆国の経済学者。ロチェスター大学ウィルソン経済学名誉教授。

## 経歴
1919年にジョージア州モンテズマで生まれる。1939年にデューク大学を卒業し、同年にローズ奨学生としてオックスフォード大学に入学する。1948年から1957年までデューク大学の助教授を務める。1956年にプリンストン大学からPh.D.を取得し、ロチェスター大学に移籍し経済学の大学院プログラムの設立を担当した。
1973年にグッゲンハイムフェローシップを獲得し、1978年に米国科学アカデミーの構成員に選出される。1989年に退職するまで32年間ロチェスター大学で教鞭をとった。
1995年に旭日章を受章し、1998年には慶應義塾大学から、2004年には京都大学から名誉博士号を授与される。これらは、多くの日本人研究者を育成した功績を評してのものである。マッケンジーは「日本の数理経済学者の父」と呼ばれている。京都大学経済研究所図書室には2003年10月に寄贈されたマッケンジーの蔵書を「マッケンジー文庫」として所蔵している。

## 研究
一般均衡と資本理論に焦点を当てた研究を行った。アロードブリューモデルに関する業績で広く知られている。1954年の論文は、角谷の不動点定理を利用して一般均衡の存在を初めて証明した。ケネス・アローとジェラール・ドブルーによる別の証明が、同じ雑誌の次号に掲載された。
1957年の論文では、消費者理論の文脈におけるシェパードの補題の導出を議論しており、これをマッケンジーの補題と呼ぶこともある。
ターンパイク定理の精緻化にも貢献した。
多数国・多数財のリカード・モデルにおいて、各国の国際生産特化パターンを確定させることについて、アクティビティ分析の手法を用いて一般的な解を示した。
2014年、ティル・デュッペとE. ロイ・ウェイントラウブは、ケネス・アローとジェラール・ドブルーが受賞したノーベル賞からマッケンジーが不当に除外されたと主張している。
以下の研究論文、書籍を執筆した。
- "On Equilibrium in Graham's Model of World Trade and Other Competitive Systems." Econometrica, 1954.
- "Demand Theory Without a Utility Index." The Review of Economic Studies, 1957.
- "On the Existence of General Equilibrium for a Competitive Economy", Econometrica, 1959.
- McKenzie, Lionel (1960), “Matrices with dominant diagonals and economic theory”, Mathematical models in the social sciences, 1959: Proceedings of the first Stanford symposium, Stanford mathematical studies in the social sciences, IV, Stanford, California: Stanford University Press, pp. 47–62, ISBN 9780804700214
- McKenzie, Lionel W. (1976). “Turnpike Theory”. Econometrica 44 (5):  841–865. doi:10.2307/1911532. ISSN 00129682. JSTOR 1911532., 1976
- "The Classical Theorem on Existence of Competitive Equilibrium." Econometrica, 1981.
- "Turnpike Theory, Discounted Utility, and the von Neumann Facet." Journal of Economic Theory, 1983.doi:10.1016/0022-0531(83)90111-4
- "General Equilibrium." The New Palgrave: A Dictionary of Economics, 1987, v. 2, pp. 498–512.
- "Turnpike Theory." The New Palgrave: A Dictionary of Economics, 1987, v. 4, pp. 712–20.
- Classical General Equilibrium Theory. The MIT Press, 2002.
- McKenzie, Lionel W. (2009). Equilibrium, Trade, and Growth: Selected Papers of Lionel W. McKenzie. MIT Press. ISBN 978-0-262-13501-6

## 教育
前述の通り多くの日本人研究者を輩出した。マッケンジーの一般均衡理論の講義を受講した酒井泰弘は、マッケンジーが黒板にその証明をし終えたとき、「Oh, it's so beautiful !」と発言した。矢野誠は、マッケンジーからの夕食への誘いをきっかけに5歳年上の西村和雄と気兼ねなく話せるような間柄になったと語っている。